# Wolfgang Neidhardt (General)
Wolfgang Neidhardt (* 29. April 1930 in Chemnitz) ist ein ehemaliger deutscher Generalleutnant der Nationalen Volksarmee (NVA).  Er war Chef des Militärbereiches der Staatlichen Plankommission (SPK) der Deutschen Demokratischen Republik (DDR).

## Leben
Der Sohn eines Arbeiters begann 1944 eine Lehre als Maschinenschlosser. Nach dem Zweiten Weltkrieg arbeitete er 1945/1946 als Hilfsschlosser und schloss 1947/1948 im Reichsbahnausbesserungswerk Chemnitz die Lehre als Maschinenschlosser ab. Neidhardt wurde 1948 Mitglied der Sozialistischen Einheitspartei Deutschlands (SED). Am 15. September 1948 trat er als Anwärter der VP in die Deutsche Volkspolizei ein und diente bis 1949 im Volkspolizei-Kreisamt (VPKA) Chemnitz und in der VP-Bereitschaft Frankenberg. Von 1949 bis 1950 war er Kursant an der VP-Schule Eggesin. 1950/1951 war er Abteilungsleiter und 1952 stellvertretender Stabschef in der VP-Dienststelle Prenzlau. Von 1952 bis 1958 besuchte er die Militärakademie der Artillerie „M. I. Kalinin“ in Leningrad mit dem Abschluss als Diplom-Ingenieur. Während dieser Zeit wurde er 1956 Offizier der neu gebildeten NVA. Anschließend war er Leiter der Unterabteilung Bewaffnung der 9. Panzerdivision.
Ab 1959 fungierte er als Lehrstuhlleiter bzw. stellvertretender Kommandeur für technische Ausbildung an der Artillerie- und Panzerschule. Ab 1963 arbeitete er als Chef der Verwaltung Artillerietechnik im Ministerium für Nationale Verteidigung (MfNV), war von 1964 bis 1969 Stellvertreter des Ministers für Nationale Verteidigung für Ausrüstung und Chef der Verwaltung Technik des MfNV.
Neidhardt wurde 1966 zum Oberst befördert. Von 1969 bis 1973 war er Stellvertreter des Chefs des Technischen Komitees der Vereinten Streitkräfte des Warschauer Vertrages (Nachfolger von Bruno Petroschka). Von 1973 bis 1981 war er Stellvertreter des Chefs für Technik/Bewaffnung im MfNV. Am 18. Februar 1974 wurde er vom Vorsitzenden des Nationalen Verteidigungsrates der DDR, Erich Honecker, zum Generalmajor ernannt und am 25. September 1979 zum Generalleutnant befördert.
Von 1982 bis 1990 war er stellvertretender Vorsitzender der Staatlichen Plankommission und Chef des Militärbereiches (Nachfolger von Friedrich Zeiler). Von der Regierung Modrow wurde er zum Leiter der DDR-Delegation in der Ständigen Kommission für Verteidigung und zum Leiter der DDR-Delegation in den speziellen zweiseitigen Kommissionen sowie zum Mitglied des DDR-Teils der gemischten Deutsch-Sowjetischen Kommission berufen. Am 31. März 1990 wurde er aus dem Militärdienst entlassen und invalidisiert. Neidhardt lebt in Strausberg.

## Auszeichnungen
- 1976 Artur-Becker-Medaille in Gold
- 1979 Ehrentitel Verdienter Techniker des Volkes
- 1981 Vaterländischer Verdienstorden in Bronze und später in Silber
- Kampforden „Für Verdienste um Volk und Vaterland“ in Gold